# Сан-Жоржи-ди-Селью
Сан-Жо́ржи-ди-Се́лью (порт. São Jorge de Selho) — район (фрегезия) в Португалии, входит в округ Брага. Является составной частью муниципалитета Гимарайнш. Находится в составе крупной городской агломерации Большое Минью. По старому административному делению входил в провинцию Минью. Входит в экономико-статистический субрегион Аве, который входит в Северный регион. Население составляет 5114 человека на 2001 год. Занимает площадь 5,33 км².
Покровителем района считается Георгий Победоносец (порт. São Jorge).